# Fell
För andra betydelser, se Fell (olika betydelser).

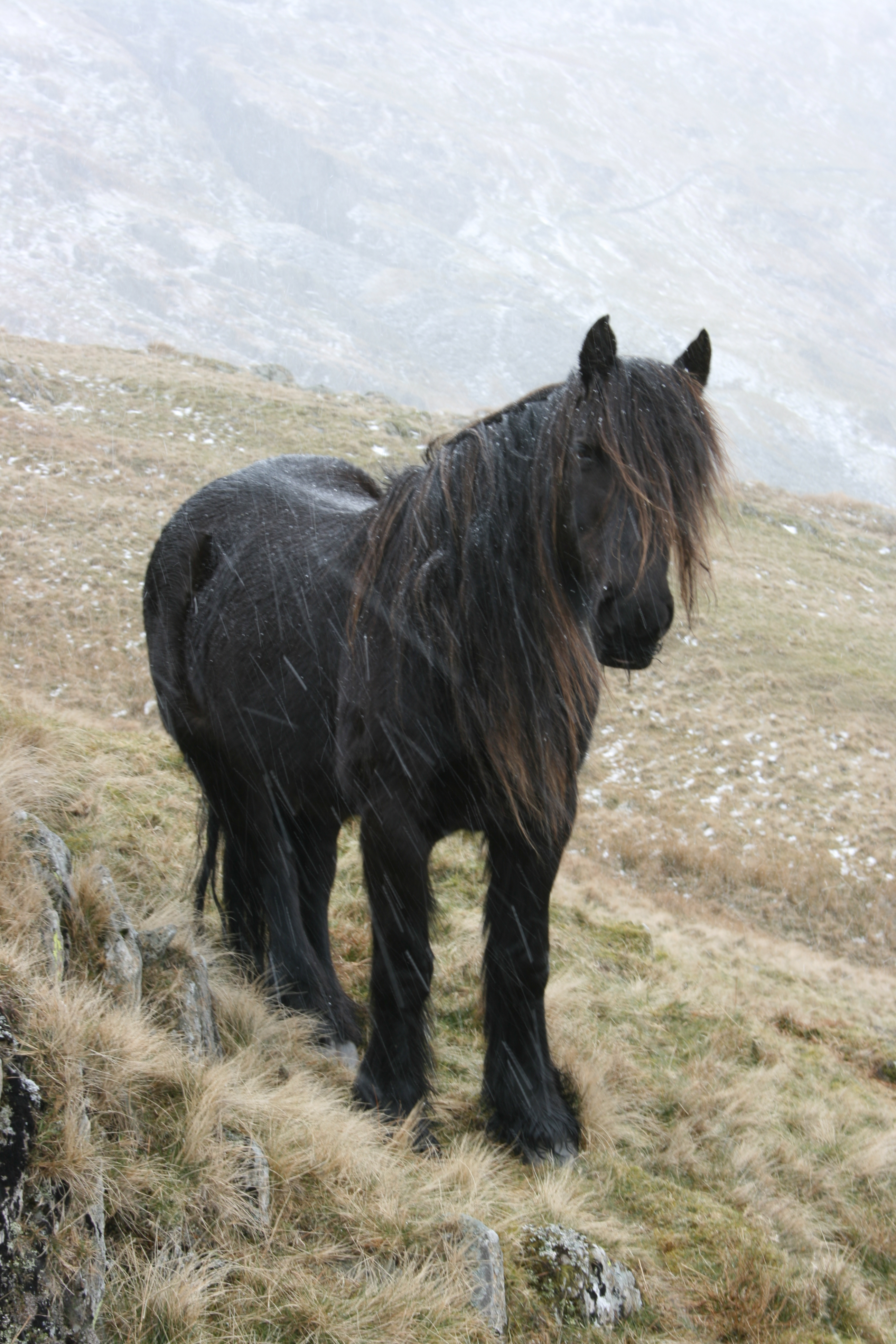

Fellponnyn är en hästras från norra England och en direkt ättling till den numera utdöda Gallowayponnyn. Fellponnyn utgör även en stor del i aveln av Hackneyhästen och var en stor del i utvecklingen av det engelska fullblodet. Idag är rasen omtyckt för sina köregenskaper av tävlingsklass och för sina goda egenskaper som ridhäst och används i norra England även av fårherdar för att valla får. I sina hemtrakter kallas Fellponnyn ibland för Brough Hill Pony. Detta på grund av marknaden i Brough Hill där man säljer Fellponnyer varje år. Fellponnyn är nära släkt med den engelska Dalesponnyn och även med den holländska Frieserhästen, vilket syns i Fellponnyns utseende med den typiska svarta färgen, kraftigt hovskägg och den kraftiga manen och svansen. 

## Historia
Fellponnyn utvecklades ur den utdöda Gallowayponnyn under medeltiden tillsammans med sin släkting Dalesponny. Även Frieserhästen var med i utvecklingen och har gett Fellponnyn dess färg och rikligt med hovskägg. Fellponnyn utvecklades runt Penninska bergen i Yorkshire och Durham och i landskapet Cumbria. 
De bästa Fellponnyerna utvecklades från stamfadern Lingcropper, en Gallowayhingst som man hittade på höglandsheden under jakobiternas uppror 1745. Lingcropper betyder ljungbetare och han hittades fullt sadlad och tränsad där han stod och åt ljung på hedarna i Stainmore, Westmorland. Ponnyn har använts i flera hundra år inom jordbruket och det sades att man inte kunde sätta en Fellponny på fel jobb då de passade till precis allt. 
Under 1700- och 1800-talen användes Fellponnyn och dess ättling Gallowayponnyn till aveln på de orientaliska hästar som kom till England för att utveckla det snabba engelska fullblodet. 
1916 startade Fell Pony Society för att behålla den rasrenhet som uppfödarna hade lyckats bevara under alla århundraden. Efter andra världskriget hade antalet Fellponnyer dock minskat betydligt och ett avelsprogram startades för att få upp stammarna. Under 1950-talet ökades intresset för ridning över hela världen och Fellponnyns egenskaper kom till stor nytta för rasen som ökade i popularitet. Alla ponnyer registrerades i föreningen som ger ut en stambok för rasen varje år.

## Egenskaper
Fellponnyn är mest känd för sina köregenskaper i elitklass och används även i travsport för ponnyer. De innehar även goda ridegenskaper då Fellponnyerna är uthålliga, härdiga och lugna och bekväma att rida. De är älskade för den svarta färgen som är den mest eftertraktade färgen hos uppfödarna även om brun och mörkbrunt är tillåtet. Skimmel är ovanligt men godkänt, däremot får ponnyerna inte ha några vita tecken, mer än eventuellt en liten stjärna i pannan, eller lite vitt på kotorna på bakhovarna. 
Fellponnyn har en ganska kraftig hals och kompakt kropp som besitter en enorm styrka. I norra England används ponnyerna bland annat till att valla får och då kan de få bära vuxna män på ryggen i flera timmar, vilket inte utgör ett problem för ponnyn. Fellponnyn är väldigt lik sin släkting Frieserhästen med den kraftiga manen och svansen, den svarta färgen och det kraftiga hovskägget på benen. 